# Ел Алисо (Морелос)
Ел Алисо (шп. El Aliso) насеље је у Мексику у савезној држави Чивава у општини Морелос. Насеље се налази на надморској висини од 733 м.

## Становништво
Према подацима из 2010. године у насељу су живела 4 становника.

### Хронологија
| Година       | 2000         | 2005         | 2010 |
| ------------ | ------------ | ------------ | ---- |
| Становништво | 32 (17 / 15) | 36 (18 / 18) | 4    |

### Попис
| # | Индикатор                     | Вредност |
| - | ----------------------------- | -------- |
| 1 | Укупно домаћинстава           | 2        |
| 2 | Укупно насељених домаћинстава | 2        |
| 3 | Величина локације             | 1        |